# Lago Petén Itzá
O Lago Petén Itzá é um lago da Guatemala situado do departamento de Petén. Está localizado nas coordenadas 16º 59' 0" Norte e 89º 48' 0" Oeste. O lago possui uma área de 120 km², 32 km de comprimento e 5 km de largura. Sua profundidade máxima é de 160 m.
A cidade de Flores, a capital do departamento de Petén, está situada em uma ilha, próxima a margem sul do lago.